# Lacy Lennon
Lacy Lennon, née le 23 janvier 1997 à Honolulu (Hawaï), est une actrice pornographique américaine.

## Biographie
Lacy Lennon a grandi à Honolulu, à Hawaï, et a déménagé au Nevada à l’adolescence, où elle a commencé à étudier le chant lyrique et est allée à l’université.

### Carrière
Elle a fait ses débuts en tant qu’actrice dans l’industrie pour adultes en octobre 2018 à l’âge de 22 ans. Elle signe un contrat avec l’agence artistique Motley Models, avec laquelle elle réalise ses premiers films. Elle a ensuite quitté l’entreprise et a signé avec Spiegler Girls. En tant qu’interprète, elle a travaillé pour des studios tels que Girlfriends Films, New Sensations, Hustler, 3rd Degree, Wicked Pictures, Pure Taboo, Sweetheart Video, Zero Tolerance, Blacked, Deeper, Twistys, Naughty America, Reality Kings, Evil Angel ou Brazzers. Elle a été élue fille du mois de Twistys en octobre 2019. Le mois suivant, le magazine Penthouse l'a nommé Pet of the month du mois de novembre.
En 2020, elle a reçu ses premières nominations pour les prix de l’industrie pornographique aux AVN Awards et XBIZ Award de la meilleure nouvelle actrice. Elle a été nommée Penthouse Pet of the Year 2020 par Penthouse. En 2022, elle a remporté le prix de la « Meilleure actrice - Featurette » en tant qu’actrice principale (rôle de Natasha Romanoff) dans la parodie Black Widow XXX : An Axel Braun Parody,.

## Récompenses et nominations

### Récompenses
- 2022 : AVN Award - Meilleure actrice - court métrage - dans Black Widow XXX : An Axel Braun Parody, Wicked Comix[8]
- 2022 : Prix XBIZ - Gagnant : Meilleure scène de sexe - Long métrage, dans Black Widow XXX : An Axel Braun Parody (2021)
- 2019 : XCritic Award - Gagnant : Meilleure nouvelle starlette

## Filmographie
- 2018 : Red Headed Stepdaughter 2
- 2018 : Barely Legal 164: Babysitter Facials
- 2019 : Captain Marvel XXX: An Axel Braun Parody
- 2019 : Women Seeking Women 162, 165, 168, 171
- 2019 : Blacked Raw 19
- 2019 : Squirting Redheads 2
- 2019 : Seeing Red
- 2019 : In the Room - She’s My Hotwife
- 2019 : Sibling Seductions 4
- 2019 : Fantasy Confessions 6
- 2019 : The Gentleman
- 2019 : I Fucked My Mother-In-Law On My Wedding Night
- 2019 : Cum Swapping Stepsisters 3
- 2019 : I Came Inside A School Girl 5
- 2019 : Filling Up The Babysitter 2
- 2020 : Step Siblings Caught 17
- 2021 : Black Widow XXX: An Axel Braun Parody
- 2021 : Petite Temptations 5
- 2021 : Pure 18 39
- 2021 : Kinks & Fetishes
- 2021 : Charlotte & Lacy
- 2021 : Ultimate Gingers 2
- 2021 : Share My Boyfriend 25
- 2021 : Lesbian Kissing 3
- 2021 : Solo Sirens
- 2021 : Bush Inspection 2
- 2022 : Itty Bitty Titty Committee 5
- 2022 : When Girls Play 23
- 2022 : Go Stuck Yourself: Lesbian Edition